# إسماعيلية (حمص)
الإسماعيلية وتعرف أيضاً باسم المختارية قرية سوريَّة تتبع إداريّاً لمحافظة حمص منطقة حمص ناحية حمص، بلغ تعداد سكانها 1,954 نسمة حسب التعداد السكاني لعام 2004. وهم من التركمان والعرب السُنّة. ويوجد أيضًا قسم من القرية يقطنه الشيعة والعلويين. ومن أشهر العائلات آل الحسو، وآل السيد، وآل مندو، وآل خضور. 
تجاورها قرى النجمة، وكفر عبد، والزهرية، والأشرفية ومدينة تلبيسة وتير معله وقرية الكاظمية. تشتهر بالزراعة وبطبيعتها. وتبعد عن مدينة حمص مايقارب 10 كم من جهة الشمال، وهي على مفترق طرق قبل تلبيسة بحوالي 5.5 كم، وتطل على طريق حمص-حماة. 